# Liste des cuisines du monde
Cet article constitue une liste des différentes cuisines du monde par continents, puis par pays et par régions.
Souvent associé à une culture spécifique, l'art culinaire est un ensemble particulier de traditions et de pratiques comprenant la préparation de nourritures et de boissons dans un style particulier pour produire des repas de consommation individuels ou collectifs. Souvent associées au nom d'une civilisation, d'un pays, d'une région ou parfois même du terroir d'origine, les cuisines du monde sont principalement influencées par les ingrédients disponibles localement et par les échanges commerciaux, mais les règles alimentaires religieuses comme la cacherout, le halal ou le végétarisme bouddhique, peuvent aussi exercer une forte influence sur ces pratiques.
Ces cuisines du monde sont de plus en plus souvent inscrites sur la liste représentative du patrimoine culturel immatériel de l'humanité par l'UNESCO. Par exemple, depuis 2010, le repas gastronomique des Français, la cuisine mexicaine, la cuisine japonaise, le régime méditerranéen (Chypre, Tunisie, Croatie, Espagne, Grèce, Italie, Maroc, Portugal), ou encore le pain d'épices en Croatie du Nord et le café turc sont enregistrés dans la liste du PCI comme traditions culinaires représentant l'histoire, l'originalité et l'identité des cultures gastronomiques de différents pays de la Terre.

## Gastronomie en Europe
- Cuisine albanaise
- Cuisine allemande
  - Cuisine bavaroise
- Cuisine autrichienne
- Cuisine basque
- Cuisine belge
- Cuisine bretonne
- Cuisine britannique
  - Cuisine anglaise
  - Cuisine écossaise
  - Cuisine galloise
- Cuisine bulgare
- Cuisine chypriote
- Cuisine danoise
- Cuisine espagnole
  - Cuisine galicienne
- Cuisine finlandaise
- Cuisine française
  - Cuisine alsacienne
  - Cuisine angevine
  - Cuisine bourguignonne
  - Cuisine gersoise
  - Cuisine lyonnaise
  - Cuisine et spécialités du Nord-Pas-de-Calais
- Cuisine grecque
- Cuisine hongroise
- Cuisine italienne
- Cuisine irlandaise
- Cuisine islandaise
- Cuisine lituanienne
- Cuisine luxembourgeoise
- Cuisine macédonienne
- Cuisine maltaise
- Cuisine monténégrine
- Cuisine néerlandaise
- Cuisine norvégienne
- Cuisine polonaise
- Cuisine portugaise
- Cuisine roumaine et moldave
- Cuisine russe
- Cuisine serbe
- Cuisine slovaque
- Cuisine suédoise
- Cuisine suisse
- Cuisine tchèque
- Cuisine ukrainienne

## Gastronomie en Amérique

### Gastronomie en Amérique du Nord
- Cuisine des États-Unis
  - Cuisine amérindienne
  - Cuisine amish
  - Cuisine cadienne
  - Cuisine californienne
  - Cuisine texane
  - Cuisine virginienne
- Cuisine canadienne
  - Cuisine acadienne
  - Cuisine inuite
  - Cuisine québécoise
- Cuisine mexicaine

### Gastronomie en Amérique centrale et Antilles
- Cuisine antillaise
  - Cuisine d'Antigua-et-Barbuda
  - Cuisine d'Aruba
  - Cuisine des Bahamas
  - Cuisine de Barbade
  - Cuisine cubaine
  - Cuisine dominicaine
  - Cuisine de Dominique
  - Cuisine de Grenade
  - Cuisine haïtienne
  - Cuisine jamaïcaine
  - Cuisine de Saint-Christophe-et-Niévès
  - Cuisine de Saint-Vincent-et-les-Grenadines
  - Cuisine de Sainte-Lucie
  - Cuisine de Trinité-et-Tobago
- Cuisine bélizienne
- Cuisine costaricaine
- Cuisine guatémaltèque
- Cuisine du Honduras
- Cuisine nicaraguayenne
- Cuisine panaméenne
- Cuisine salvadorienne

### Gastronomie en Amérique du Sud
- Cuisine argentine
- Cuisine bolivienne
- Cuisine brésilienne
- Cuisine chilienne
- Cuisine colombienne
- Cuisine équatorienne
- Cuisine guyanaise
- Cuisine du Guyana
- Cuisine des îles Malouines
- Cuisine paraguayenne
- Cuisine péruvienne
- Cuisine du Suriname
- Cuisine uruguayenne
- Cuisine vénézuélienne

## Gastronomie africaine

### Gastronomie en Afrique du Nord
- Cuisine égyptienne
- Cuisine soudanaise
- Cuisine malienne
- Cuisine nigérienne
- Cuisine tchadienne
- Cuisine des pays du Maghreb
  - Cuisine algérienne 
  - Cuisine berbère
  - Cuisine libyenne
  - Cuisine mauritanienne
  - Cuisine marocaine
  - Cuisine tunisienne
- Cuisine sénégalaise

### Gastronomie en Afrique centrale
- Cuisine burundaise
- Cuisine camerounaise
- Cuisine centrafricaine
- Cuisine congolaise
- Cuisine équatoguinéenne
- Cuisine gabonaise
- Cuisine ougandaise
- Cuisine rwandaise

### Gastronomie en Afrique australe
- Cuisine sud-africaine
- Cuisine angolaise
- Cuisine botswanaise
- Cuisine lesothane
- Cuisine malawite
- Cuisine namibienne
- Cuisine swazilandaise
- Cuisine zambienne
- Cuisine zimbabwéenne

### Gastronomie en Afrique de l'Ouest
- Cuisine béninoise
- Cuisine bissau-guinéenne
- Cuisine burkinabé
- Cuisine équatoguinéenne
- Cuisine ghanéenne
- Cuisine guinéenne
- Cuisine ivoirienne
- Cuisine libérienne
- Cuisine nigériane
- Cuisine de Sao Tomé-et-Principe
- Cuisine sénégalaise
- Cuisine sierra-léonaise
- Cuisine togolaise

### Gastronomie en Afrique de l'Est
- Cuisine djiboutienne
- Cuisine érythréenne
- Cuisine éthiopienne
- Cuisine kényane
- Cuisine somalienne
- Cuisine tanzanienne

### Gastronomie en Afrique insulaire
- Cuisine malgache
- Cuisine réunionnaise
- Cuisine mauricienne
- Cuisine comorienne

## Gastronomie en Asie

### Asie occidentale
- Cuisine arabe
- Cuisine arménienne
- Cuisine azerbaïdjanaise
- Cuisine du Bahreïn
- Cuisine des Émirats arabes unis
- Cuisine géorgienne
- Cuisine irakienne
- Cuisine iranienne
- Cuisine israélienne
- Cuisine jordanienne
- Cuisine du Koweït
- Cuisine libanaise
- Cuisine moyen-orientale
- Cuisine palestinienne
- Cuisine du Qatar
- Cuisine saoudienne
- Cuisine syrienne
- Cuisine turque

### Asie centrale
- Cuisine afghane
- Cuisine kazakhe
- Cuisine kirghize
- Cuisine ouzbèke
- Cuisine russe
- Cuisine tadjike
- Cuisine turkmène

### Asie de l'Est
- Cuisine chinoise
- Cuisine coréenne
- Cuisine japonaise
- Cuisine mongole
- Cuisine taïwanaise

### Asie du Sud
- Cuisine du Bangladesh
- Cuisine bhoutanaise
- Cuisine indienne
- Cuisine des Maldives
- Cuisine népalaise
- Cuisine pakistanaise

### Asie du Sud-Est
- Cuisine birmane
- Cuisine de Brunei
- Cuisine cambodgienne
- Cuisine indonésienne
- Cuisine laotienne
- Cuisine malaisienne
- Cuisine philippine
- Cuisine singapourienne
- Cuisine thaïlandaise
- Cuisine du Timor oriental
- Cuisine vietnamienne

## Gastronomie en Océanie
- Cuisine australienne
- Cuisine des îles Cook
- Cuisine hawaïenne
- Cuisine fidjienne
- Cuisine des Kiribati
- Cuisine marshallaise
- Cuisine des États fédérés de Micronésie
- Cuisine de Nauru
- Cuisine de Nouvelle-Calédonie
- Cuisine de la Nouvelle-Zélande
- Cuisine paluane
- Cuisine de Papouasie-Nouvelle-Guinée
- Cuisine des Salomon
- Cuisine des Samoa
- Cuisine de Tahiti
- Cuisine des Tonga
- Cuisine des Tuvalu
- Cuisine du Vanuatu

## Gastronomies anciennes
- Cuisine de la Grèce antique
- Cuisine de la Rome antique
- Cuisine byzantine
- Cuisine médiévale
- Cuisine ottomane

## Autres cuisines
- Nouvelle cuisine
- Grande cuisine
- Cuisine Fusion
- Cuisine juive
- Cuisine pied-noir
- Cuisine tsigane
- Cuisine végétarienne